# Simulium kipengere
Simulium kipengere es una especie de insecto del género Simulium, familia Simuliidae, orden Diptera.
Fue descrita científicamente por Krueger, 2006.